# Barry Levinson
Barry Levinson (* 6. dubna 1942) je americký filmový režisér, scenárista a herec. Narodil se do rodiny ruského židovského původu v Baltimoru. Začínal jako scenárista různých televizních pořadů. Svůj první celovečerní film nazvaný Bistro natočil v roce 1982. Následovala řada dalších filmů, například Dobré ráno, Vietname (1987), Spáči (1996), Vrtěti psem (1997), Co se vlastně stalo (2008). V roce 1988 získal Oscara za nejlepší režii za film Rain Man.